# 新奧里希夫卡
49°56′28″N 33°16′6″E / 49.94111°N 33.26833°E
新奧里希夫卡（羅馬化：Novoorikhivka）是烏克蘭中部波爾塔瓦州盧布尼區的村莊，距離奧里希夫卡1.5公里，海拔高度142米，2001年人口1,654。